# Nœud (circuits)

Un nœud est une connexion entre deux parties d'un circuit. Sur la figure ci-dessus, chaque couleur caractérise un nœud distinct des autres. Il y a trois nœuds distincts dans ce circuit.

En électrotechnique comme en électronique, un nœud est le point de connexion électrique entre deux parties d'un circuit électrique. En télécommunications et en informatique un nœud est l'endroit ou se rencontrent plusieurs liaisons.
Dans les calculs de circuits électriques, notamment en théorie des réseaux, on définit le nœud comme la « convergence de trois conducteurs ou plus » c'est-à-dire une connexion qui relie plus de deux dipôles.

## Spécificité des nœuds de grande taille
En électricité, et en électronique, lorsqu'un nœud est d'une taille importante par rapport à l'ensemble du circuit, il se peut que les impédances de certaines de ses lignes soient non négligeables, par rapport aux intensités des courants qui le traverse et entraînent une différence de potentiel en différents endroits dudit nœud. 
Afin de corriger ce défaut :
- sur un circuit imprimé, il est possible de réaliser un plan de masse qui garantit l'équipotentialité d'un nœud ;
- Dans une automobile il faut s'assurer que tous les contacts électriques d'un même nœud sont de bonne qualité (non résistant). Ceci est d'autant plus sensible avec la généralisation de l'utilisation des matériaux synthétiques qui ne permettent pas un retour correct de l'électricité.